# Suzuki Katana

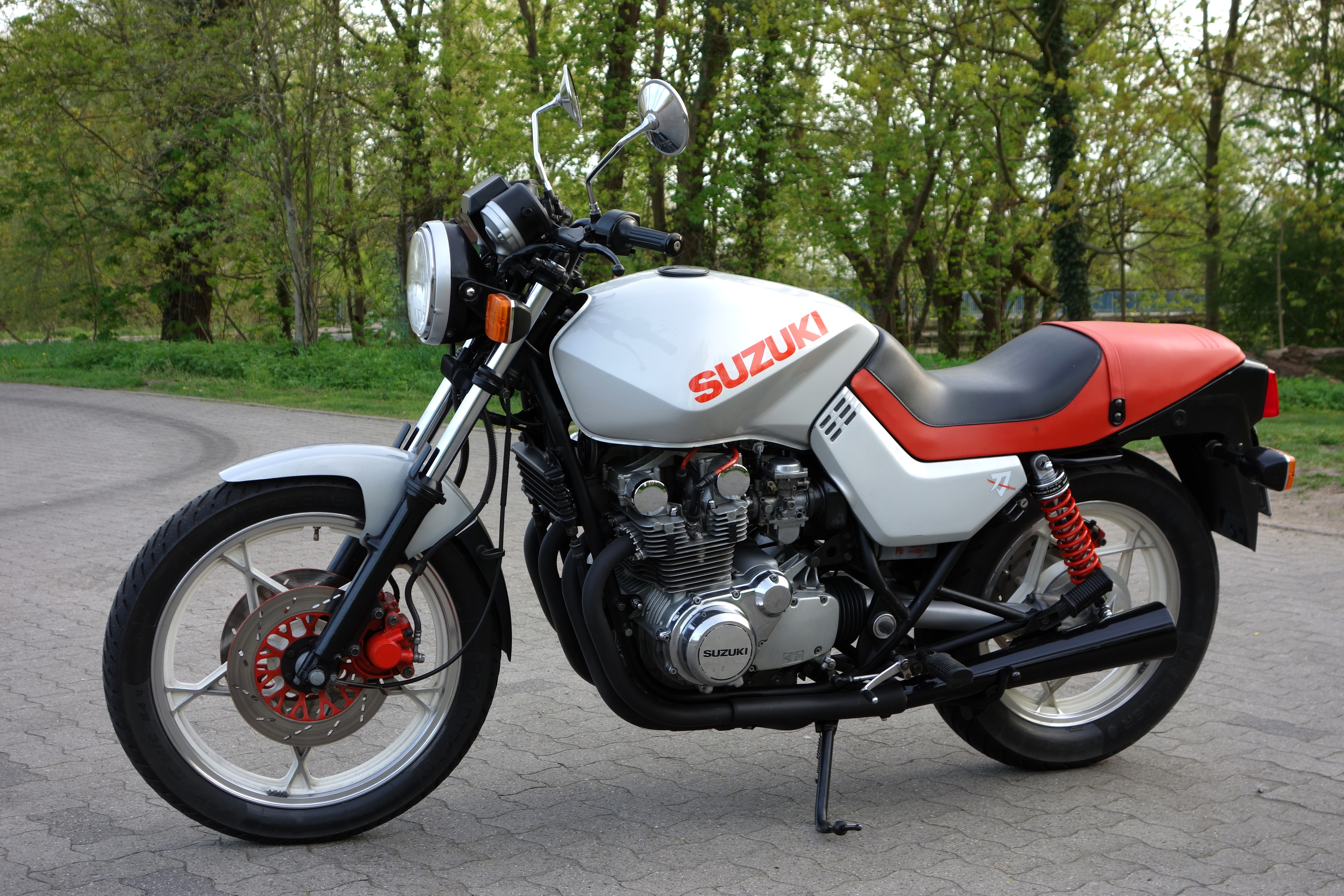
Les premiers modèles : la 650...

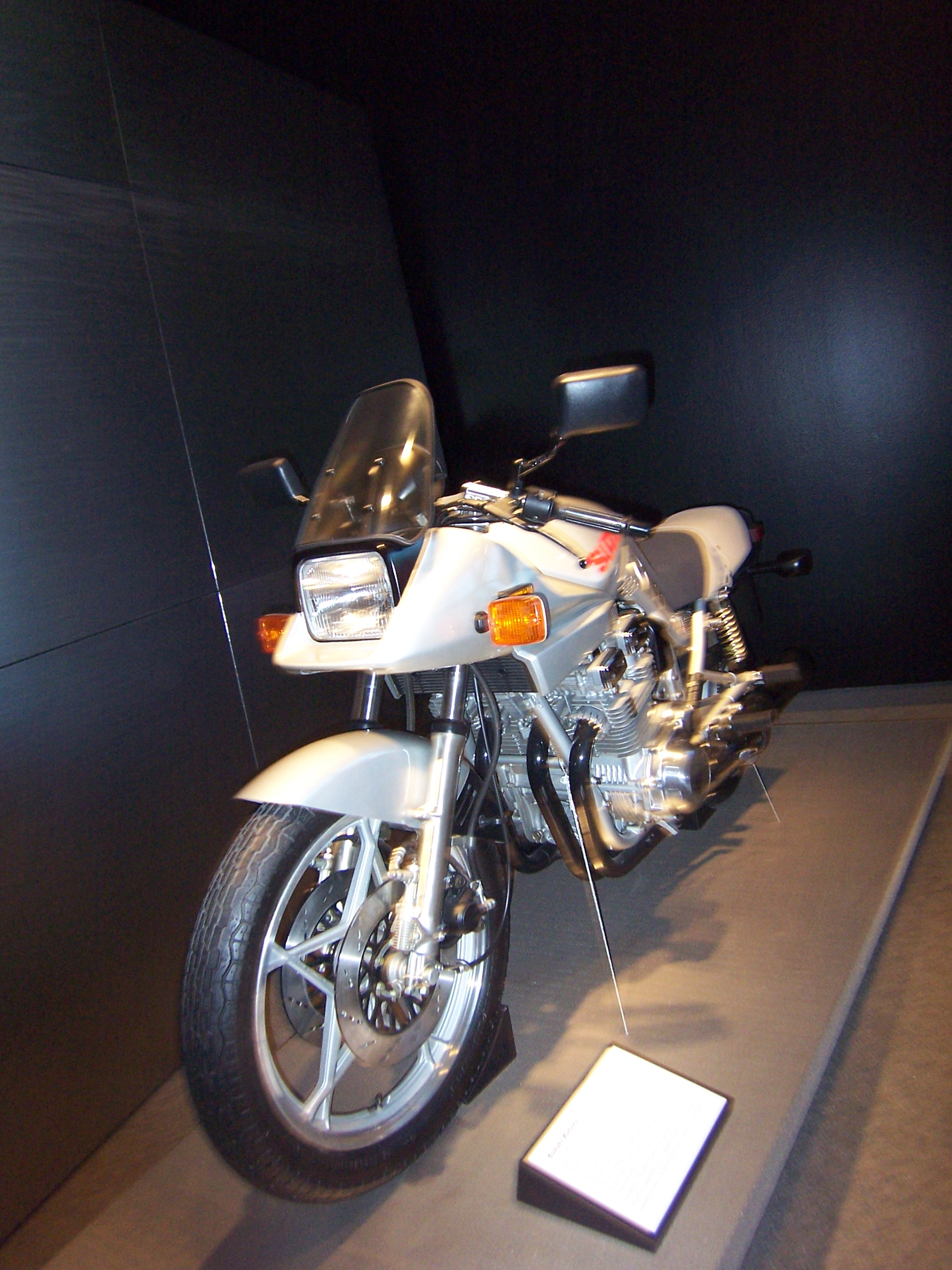
... et la 1100 Katana

La Katana est une moto produite par le constructeur japonais Suzuki. 

## Historique
À la fin des années 1970, Suzuki se retrouve face à un gros problème. Leurs motos sont reconnues comme excellentes face à la concurrence, mais les chiffres de vente ne reflètent pas cet état de fait. Le directeur du Marketing de Suzuki Allemagne, Manfred Baecker, avait bien compris d'où venait le problème, il disait : « Nous avions les motos les plus avancées techniquement, mais leur design était plutôt médiocre ». Il est donc décidé de faire appel à un bureau de design.
C'est la société Target Design qui est sélectionnée, avec à sa tête, entre autres, Hans Muth, bien connu pour avoir officié sur la Münch Mammut et les BMW R65 et R90. En 1979, le projet Suzuki ED-1 (Euro Design n°1) est présenté aux dirigeants de Suzuki. Il donnera naissance aux 550 et 650 Katana.
Parallèlement, l'équipe de Target Design participe à un concours organisé par le magazine Motorrad avec pour thème la moto de l'avenir. C'est un modèle sur base MV Agusta, néanmoins les dirigeants de Suzuki sont séduits par l'esthétique et demandent d'extrapoler ce design à la 1100 GSX. Trois mois plus tard, le projet ED-2 est prêt.
Le salon de Cologne de 1980 voit donc la présentation des 650 et 1100 GSX S Katana.
Pour la première fois, le pilote n'est plus posé sur la moto, sa position de conduite est étudiée pour faire corps avec elle. Le carénage a été créé dans les souffleries de Pininfarina. 
Sur la route, l'inconfort de la Katana est son plus gros défaut. Les suspensions renvoient toutes les irrégularités du revêtement et le guidon très en avant casse les poignets. Mais c'est le prix à payer pour rouler sur une machine dont l'esthétique fait que les têtes se retournent sur son passage.
La Katana a été déclinée en 250, 400, 550, 650, 750, 1000 et 1100 cm³.
Il faut noter également que, aux États-Unis, les GSX-F ont gardé l'appellation Katana.
La Suzuki Katana (ancien modèle) remporte le prix de la plus belle moto lors du Mondial de la Moto de Paris 2018.